# Hanging On
«Hanging On» es el cuarto sencillo musical del álbum The Lost Get Found de la cantante estadounidense de música góspel Britt Nicole.
La canción alcanzó el número 23 en el ranking de Billboardsiendo un éxito rotundo en la radio a nivel local. Superó a «Walk on the Water», convirtiéndose en una de las canciones más pedidas y aclamadas de la cantante.

## Crítica
La canción fue escrita por Britt Nicole, Jason Ingram y Andrew Fromm. Estos mismos compositores realizaron «Safe», el tercer sencillo de este álbum.
«Hanging On» obtuvo gran popularidad en algunos estados de los Estados Unidos como Alabama y Georgia, donde se posicionó en los primeros lugares de las radios locales durante varias semanas consecutivas. En palabras de la propia Britt Nicole:

"Nunca pensé que esta canción tuviera tanto éxito como lo había pensado, estoy muy orgullosa de esta canción pero todo esto es gracias a Dios".

## Canciones

### Britt Nicole Tour
- Hanging On - Britt Nicole feat. Annette Moreno (Dakota del Sur)
- Hanging On (versión hip-hop) - Britt Nicole (Dakota del Sur)

### Descarga Digital
- Hanging On (versión hip-hop) - Britt Nicole
- Hanging On (versión española para Latinoamérica) - Britt Nicole feat. Annette Moreno

### Versión Acústica
- Hanging On (Acústica[2]) - Britt Nicole (Acústico)

## Posicionamiento
| Estado de Estados Unidos o Canadá | Posición | Número de Semanas |
| --------------------------------- | -------- | ----------------- |
| Alabama                           | 1.era    | 5 semanas         |
| Georgia                           | 1.era    | 2 semanas         |
| Hawai                             | 2.da     | 1 semana          |
| Toronto                           | 2.da     | 9 semanas         |